# Курьер (телесериал)
«Курьер» либо «Доставщик» (кор. 딜리버리맨) — дорама Genie TV, премьера состоялась на ENA 1 марта 2023 года. В которой, таксист и застрявшая в его такси девушка-призрак исполняют желания других призраков.

## Сюжет
Со Ён Мин (Юн Чхан Ён) — молодой мужчина, который работает таксистом. Пытаясь заработать, он оказывается в бизнесе, под названием «такси для призраков», и выполняет желания призраков.
Кан Джи Хён (Пан Мин А) — призрак, оказавшийся привязанным к такси Ён Мина. Девушка ничего не помнит, и не имеет возможности покинуть машину, решается быть менеджером этого «такси для призраков».
Этой парочке придётся выполнять различные желания своих пассажиров, начиная от разборок с обидами умерших, до преследования серийного убийцы.
Также у них есть помощник — До Гю Джин (Ким Мин Сок), врач из отделения неотложной помощи. Он каждый день сталкивается с трагедиями людей и чувствует приближение зловещих событий в отделении, где люди находятся на грани между жизнью и смертью.

## В ролях

### Главные роли
- Юн Чхан Ён в роли Со Ён Мина, водителя такси, зарабатывающего на жизнь, который управляет единственным в своем роде бизнесом, известным как «такси для призраков».
- Бан Мина в роли Кан Джи Хён, призрака, потерявшего память.
- Ким Мин Сок в роли До Гю Джина, красивого врача с идеальными характеристиками.

### Второстепенные роли
- Чхве Тэ Хван в роли На Сок Джин.
- Хо Джи-на в роли Ким Хи Ён.
- Ли Гю Хён в роли Ким Чон У